# هكتور ساذرلاند
هكتور ساذرلاند هو سياسي كندي، ولد في 1852، وتوفي في 8 أبريل 1927.